# Insula Aerului
Insula Aerului (sau  Illa de l'Aire în catalană), este un ostrov situat în largul coastei de sud-est a Insulei Menorca din  (Insulele Baleare), mai exact în față cu Punta Prima și San Luis.
Are suprafața totală este de 34 hectare și perimetrul său ajunge la 3.300 m. Punctul maxim se ridică la 15 metri deasupra nivelului mării și construcția cea mai importantă este un far de semnalizare.
În acest ostrov se găsește una dintre subspeciile de șopîrlă endemică Podarcis lilfordi  (Günther, 1874), mai bine cunoscută ca sargantana negră în insula Menorca, care îndepărtată de mediul ei își schimbă culoarea închisă în verdele tipic al șopârlelor normale.